# Ichneumon croceatorius
Ichneumon croceatorius är en stekelart som beskrevs av Charles Joseph de Villers 1789. Ichneumon croceatorius ingår i släktet Ichneumon och familjen brokparasitsteklar. Inga underarter finns listade i Catalogue of Life.